# Anton Tjermasjentsev
Anton Viktorovitj Tjermasjentsev (ryska: Антон Викторович Чермашенцев), född den 21 juni 1976 i Novosibirsk i Ryska SFSR, är en rysk före detta roddare.
Han tog OS-brons i åtta med styrman i samband med de olympiska roddtävlingarna 1996 i Atlanta.